# Something Special (George Strait)
Something Special è il quinto album in studio del cantante di musica country statunitense George Strait, pubblicato nel 1985.

## Tracce
1. You're Something Special to Me – 3:19 (David Anthony)
2. Last Time the First Time – 2:13 (Robert N. Kelly)
3. Haven't You Heard – 2:55 (Red Lane, Wayne Kemp)
4. In Too Deep – 2:38 (Jerry Max Lane, Erv Woolsey)
5. Blue Is Not a Word – 2:52 (Jo-El Sonnier, Judy Ball)
6. You Sure Got This Ol' Redneck Feelin' Blue – 3:12 (Dean Dillon, Buzz Rabin)
7. The Chair – 2:50 (Hank Cochran, Dillon)
8. Dance Time in Texas – 3:16 (Peter Rowan)
9. Lefty's Gone – 3:14 (Sanger D. Shafer)
10. I've Seen That Look on Me (A Thousand Times) – 3:24 (Harlan Howard, Shirl Milete)